# Грос-Биберау
Грос-Биберау (нем. Groß-Bieberau) — город в Германии, в земле Гессен. Подчинён административному округу Дармштадт. Входит в состав района Дармштадт-Дибург.  Население составляет 4564 человека (на 31 декабря 2010 года). Занимает площадь 18,27 км². Официальный код — 06 4 32 009.